# Бялото перо
„Бялото перо“ (на английски: White Feather) е уестърн филм на режисьора Робърт Д. Уеб, който излиза на екран през 1955 година, с участието Робърт Уагнър и Джефри Хънтър.

## Сюжет
Mирна мисия на кавалерията на САЩ до индианците шайени в Уайоминг през 1870-те. Шайените се съгласяват да напуснат своите ловни полета, за да могат белите заселници да се преместят да търсят злато. Полковник Линдзи и геодезистът Джош Танър отговарят за презаселването. Мисията е застрашена при появата на Изгряващ ден, сестра на Малкото куче и годеница на индианеца Американски кон, която се влюбва в Танър. След като Изгряващ ден избягва от племето и се присъединява към Танър във форта, Американски кон се опитва да влеза във форта, но е заловен. По-късно е освободен от Малкото куче и двамата тръгват към хълмовете. Танър, полковник Линдзи и група войници отиват в лагера в шайените, където вождът Счупената ръка се съгласява да подпише мирен договор. След подписването индиански воин яздейки на кон, хвърля нож с прикрепено бяло перо, обявяване на война от Американски кон и Малкото куче срещу всички кавалеристи. Танър убеждава полковника да позволи въпроса да бъде разрешен помежду им.

## В ролите
| Актьор          | Роля                 |
| --------------- | -------------------- |
| Робърт Уагнър   | Джош Танър           |
| Джефри Хънтър   | Малкото куче         |
| Джон Лунд       | Полковник Линдзи     |
| Дебра Пейджит   | Изгряващ ден         |
| Едуард Франц    | Вожда Счупената ръка |
| Ноа Бири младши | Лейтенант Фъргюсън   |
| Вирджиния Лейт  | Ан Магрудър          |
| Емил Майер      | Магрудер             |
| Хю О'Брайън     | Кавалерист           |